# Millennium – Die 4. Dimension
Millennium – Die 4. Dimension (Alternativtitel und Originaltitel: Millennium) ist ein US-amerikanischer Science-Fiction-Film von Michael Anderson aus dem Jahr 1989 mit Kris Kristofferson und Cheryl Ladd in den Hauptrollen. Der Film startete am 24. August 1989 in den deutschen Kinos.
Der Film basiert auf der 1977 von John Varley geschriebenen Kurzgeschichte Air Raid, die er 1983 zu dem Roman  Millennium ausweitete. Varley verfasste auch das Drehbuch zu dem Film. Für die Spezialeffekte sorgten Sam Nicholson, Sysd Dutton, Albert Whitlock und Bill Taylor.

## Handlung
Nach dem unerklärlichen Zusammenstoß zweier Passagierflugzeuge findet der NTSB-Beamte Bill Smith ein unbekanntes Gerät in den Trümmern eines der abgestürzten Flugzeuge. Auch laufen alle noch funktionierenden Uhren rückwärts und auch die letzten Funksprüche aus den Flugzeugen geben dem Ermittler Rätsel auf.
Bei den weiteren Nachforschungen trifft Smith auf die geheimnisvolle, attraktive Louise Baltimore. Smith ahnt nicht, dass Louise aus der Zukunft kommt. Ihre Aufgabe ist es, Smith von allzu genauen Untersuchungen des Flugzeugunglücks abzuhalten.
Mit der Zeit kommt Smith dem Geheimnis aber auf die Spur. Louise kommt aus einer weit entfernten Zukunft, in der die Menschheit unfruchtbar geworden ist. Um das Aussterben der Menschheit zu verhindern, begeben sich Elitekrieger auf Zeitreisen zurück, um Menschen in die Zukunft zu entführen. Dabei darf aber auf gar keinen Fall die Vergangenheit verändert werden, sonst könnte das dadurch ausgelöste Zeitbeben so groß werden, dass es die Vernichtung der Zukunft zur Folge hätte. So entführen die Zeitreisenden Personen die die Vergangenheit nicht verändern aus abstürzenden Flugzeugen und tauschen sie gegen leblose Klone aus, was in der Zukunft nur als Zeitbeben geringer Stärke zu spüren ist.

## Rezeption
Auf Rotten Tomatoes bekam der Film 11 %. Auf der Bewertungswebseite Metacritic erhielt er 26 %.
Der Filmdienst urteilte:

„Ein zunächst geschickt verrätseltes Science-Fiction-Märchen um die Aufhebung unserer Vorstellungen von Zeit und Raum, das sich zunehmend in üblichen Genre-Effekten und einem mitunter recht schiefen Menschheits- und Zukunftsbild verliert.“